# تینا تایلر
تینا تایلر (انگلیسی: Tina Tyler؛ زاده ۱۶ ژوئیهٔ ۱۹۶۵) بازیگر پورنوگرافی اهل کانادا است.